# Hymna Saharské arabské demokratické republiky
Hymna Saharské arabské demokratické republiky je píseň Yā Banī al-Ṣaḥrāʼ (ALA-LC).

## Text
Její originální text v arabštině zní:

يابني الصحراء انتم في الوغى حاملي المشعل في الدرب الطويل

اصنعوالثورة في أمتنا واسلكوا من أجلها هذا السبيل

اقطعوا رأس الدخيل اقطعوا رأس الدخيل

أيها الثوار يمجد الوطن اقطعوا الاقطاع في هدا الربوع

وانزعو بالحرب أسباب الفتن ورفضوها لا خضوع لا خنوع

لا عميل لا دخيل لا عميل لا دخيل

أيها السائل عنا إننا من تحدى في الجهاد المستحيل

نحن من حطم ذاك الوثنا نحن من لقنه الدرس الجليل

إننا شعب نبيل إننا شعب نبيل

نحن من أعلناها ضد الغزاة ثورة تحرق كل الغاصبين

إنها الحرب التي تمحو الطغات وتقر الحق حق الكادحين

إننا شعب نبيل إننا شعب نبيل

إنها الثورة من أجل الشعوب وستمضي في البلادالعربية

تصنع الوحدة دوما في القلوب وتقيم العدل والديمقراطية
كل قرن كل جيل كل قرن كل جيل τ

## Český překlad
Český překlad zní přibližně takto:[zdroj?]
Ó synové Sahary! Na bitevní poli nesete pochodně dlouhou cestou

Udělejte revoluci v našem národu a následujte tuhle cestu pro její důvod.

Setněte hlavy vetřelců. Setněte hlavy vetřelců.

Ó revolucionáři, naše domovina bude slavná. Zaberte majetky v téhle oblasti.

Odstraňte příčiny války na protest vzdejte se toho; žádná pokora žádná poddajnost.

Žádní jednatelé, žádní vetřelci, žádní jednatelé, žádní vetřelci.

Ptáte se kdo jsme: my jsme ti, kdo řídí změnu boje.

My jsme ti, kdo rozdrtí tenhle idol, my jsme ti, kdo rozumí kráse poznání.

My jsme lidé cesty; my jsme lidé cesty.

M jsme ti, kdo odhalili cestu proti nájezdům, ti kdo vypálí nájezdníky.

Je to válka k vyhlazení utiskovatele a jmenuje pravého z dělníků.

my jsme lidé cesty, my jsme lidé cesty.

Vzpoura je pro lidi a zhodnotí arabské kraje. 

Vytvoří svornost navždy v našich srdcích a ustanoví soudy a demokracii.

každé století, každá generace, každé století, každá generace.